# DR-Baureihe ET 167
Die Baureihe ET/EB 167, ab 1941 so bezeichnet, ab 1970 Reihe 277 und seit 1992 477/877 sind elektrische Triebzüge, die für den S-Bahnverkehr im Gleichstromnetz von Berlin von 1938 bis 1944 in drei Baulosen hergestellt wurden. Sie war bis 2003 noch im Berliner S-Bahn-Netz im Planeinsatz.

## Geschichte
Für Streckenerweiterungen, unter anderem dem Nordsüd-S-Bahn-Tunnel, wurde diese Baureihe ab 1937 in drei Baulosen mit insgesamt 291 Viertelzügen bestellt, (Bauart 1937II: 80 Viertelzüge, Bauart 1939: 131 Viertelzüge, Bauart 1941: 80 Viertelzüge). Diese Bestellung änderte man bereits 1938 zu Lasten der Bauart 1941 auf 72 Viertelzüge, um einen Probezug in Stahlleichtbauweise (später als Baureihe ET/EB 151 geplant) fertigen zu können. Damit ergibt sich eine geplante Anzahl von 283 Viertelzügen der Baureihe ET/EB 167.

### Die Baulose

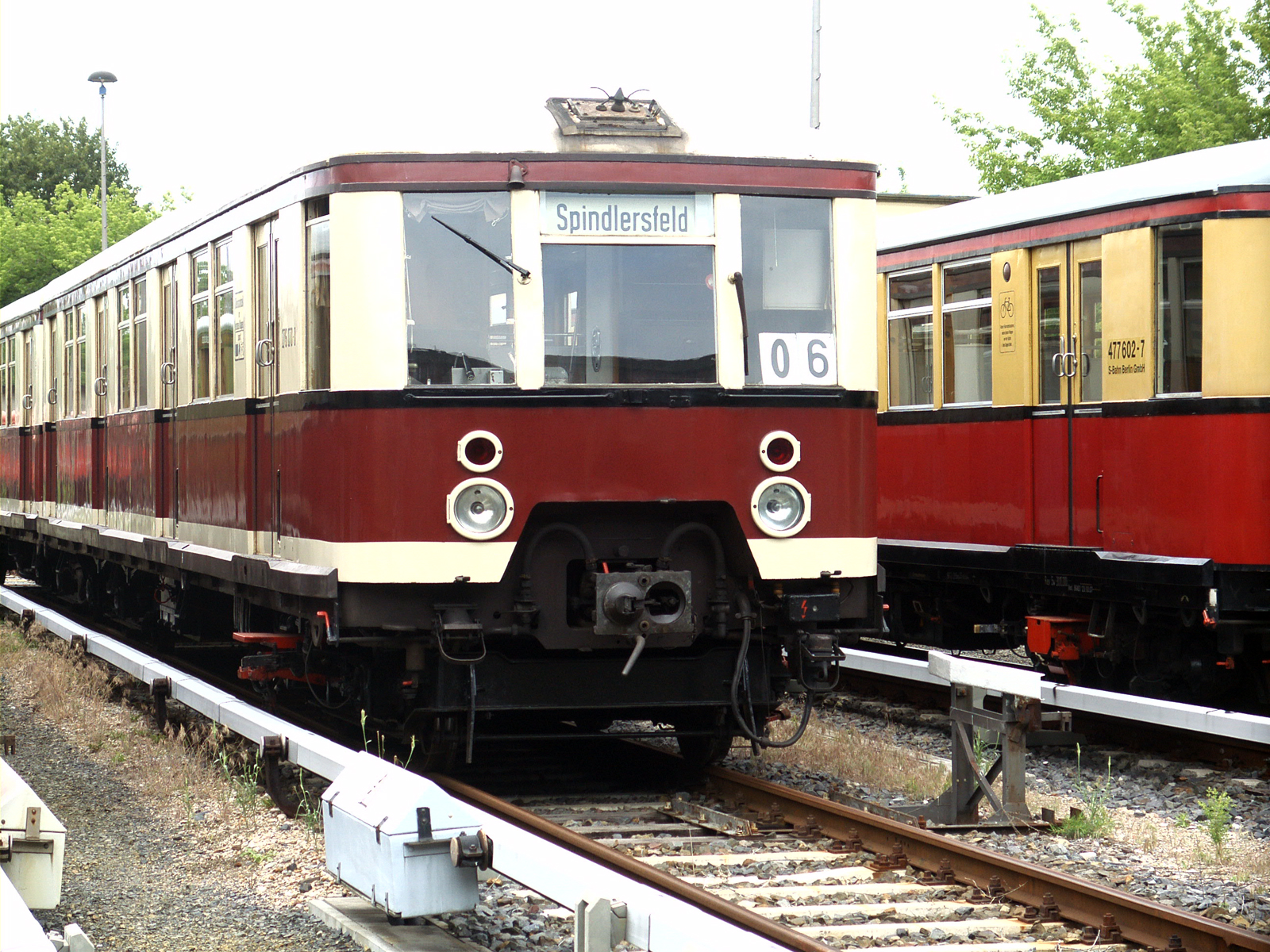
Die „Peenemünder“ kamen nach dem Krieg zur S-Bahn und wurden in die Baureihe ET 167 eingereiht. Links in den Farben der 1980er Jahre, rechts daneben und oben in den traditionellen Farben der Berliner S-Bahn

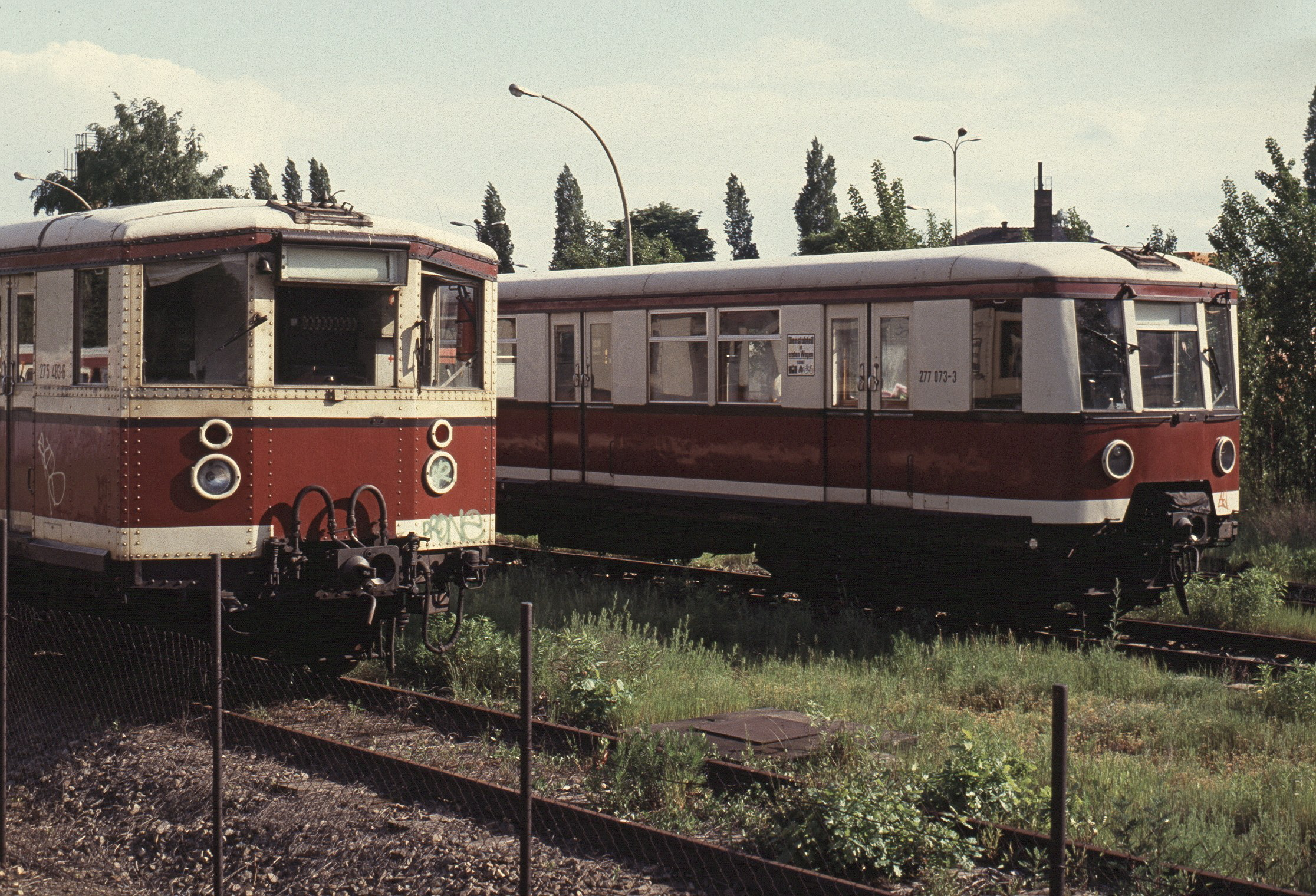
Ein ET 165 neben ET 167 (Bauart 1937 II) als 277 073 in Spindlersfeld, 1991

Die Industrie lieferte bis Frühjahr 1944 alle 283 Trieb- sowie 261 Beiwagen. Die 22 fehlenden Beiwagen konnte die Firma Wegmann in Kassel aufgrund eines Bombenangriffes im Oktober 1943 und des weitgehenden Produktionsausfalls nicht mehr liefern; aus vier angearbeiteten Wagenkästen fertigte Wegmann nach Kriegsende die Steuerviertelzüge ET/ES 182 11/12 für die Isartalbahn, geliefert 1949/50. Wegen der fehlenden Beiwagen stellte man die 22 Triebwagen zu 11 Viertelzügen zusammen, wobei aus je einem Triebwagen die Fahrmotoren ausgebaut wurden.
Mit der Baureihe ET/EB 167 stieg die Anzahl der Berliner S-Bahnzüge auf mehr als 1000 Viertelzüge an; der 1000. Viertelzug wurde am 12. November 1940 in Betrieb gesetzt.
Durch den Zweiten Weltkrieg gab es durch Bombeneinwirkung und Kampfhandlungen in Berlin schwere Beschädigungen und Totalverluste, von denen jeder zehnte Viertelzug betroffen war. Ebenfalls ein Zehntel des Bestandes, die Wagen befanden sich im Raw Lauban in Schlesien zur Reparatur, blieb in Polen. Von diesen Zügen übernahm die Sowjetunion einen Teil, den überwiegenden Teil verwendeten die PKP ab den 1950er Jahren für die Danziger S-Bahn (heute SKM) und bezeichnete sie als EW91. Als Reparation an die Sowjetunion und Polen gingen insgesamt 20 Prozent des Bestandes nach Moskau, Kiew, Tallinn und Danzig.
1952/53 kamen acht Viertelzüge der Baureihe ET/EB 167 aus der UdSSR zurück. 1958/59 baute man elf neue Beiwagen EB 167; außerdem entstand aus vorhandenen Untergestellen der Baureihe ET/EB 167 der Viertelzug ET/EB 166 053.
Die Trieb- und Beiwagen der Baureihe ET/EB 167 wurden 1970 mit der Umstellung auf EDV-gerechte Triebfahrzeugnummern in die Baureihe 277 und 1991/92 im Rahmen des gemeinsamen Nummernplanes der beiden deutschen Staatsbahnen in die Reihe 477/877 umbezeichnet. Wegen der unterschiedlichen Behandlung der Trieb- und Beiwagen änderten sich dabei auch die Ordnungsnummern.
1952 wurden sieben Einheiten der ehemaligen Werkbahn Zinnowitz–Peenemünde von der Sowjetunion, welche die Fahrzeuge 1946 aus der sowjetischen Besatzungszone abtransportiert hatte, zurückgeführt und nach den notwendigen Anpassungsarbeiten wie dem Umbau auf Stromschienenbetrieb und der Nennspannung von 750 Volt zunächst in die Baureihe ET/EB 167 eingereiht. Sie wurden als Peenemünder Viertelzüge bekannt. Obwohl sie dieser Baureihe wagenbaulich am ehesten entsprachen, waren sie wegen der abweichenden Kontaktaufsätze nicht mit ihr kuppelbar. Bei der Umstellung erhielten die Triebwagen die elektropneumatische Steuerung der Reihe ET 165 und wegen nicht beschaffbarer Kontaktaufsätze auch deren Steuerstromkupplungen. Damit waren sie nicht mit den übrigen Viertelzügen der Baureihe ET/EB 167, sondern mit denen der Baureihen ET 165 und 166 kuppelbar und wurden nach einigen Jahren dementsprechend in die Baureihe ET 166, ab 1970 276.0, eingeordnet. Wegen fehlendem Material blieben die Führerstände der ehemaligen Steuer- und fahrmotorlosen Triebwagen vorerst leer und ungenutzt, sie wurden jedoch nicht wie bei den ehemaligen ES 165 entfernt. Erst in den 1960er Jahren wurden die Einheiten wieder zu Steuerviertelzügen vervollständigt.
| Bauart  | Name       | DRG-Nummer                  | DR-Nummer       | Hersteller; Baujahr                   |
| ------- | ---------- | --------------------------- | --------------- | ------------------------------------- |
| 1937 I  | Bankierzug | Berlin C4 esT-37 4515–4518  | ET 125 015–018  | Dessau; 1938; ab 1941 Baureihe ET 125 |
| 1937 I  | Bankierzug | Berlin BC4 es-37 8515–8518  | EB 125 015–018  | Kassel; 1938; ab 1941 Baureihe EB 125 |
| 1937 II |            | Berlin C4 esT-37 3834–3913  | ET 167 001–080  | O&K, Dessau; 1938–1939                |
| 1937 II |            | Berlin BC 4 es-37 6345…6424 | EB 167 001–080  | Wegmann, Bautzen; 1938–1939           |
| 1939    |            | Berlin C4 esT-39 3914–4044  | ET 167 081–211  | O&K, Dessau; 1939–1941                |
| 1939    |            | Berlin BC4 es-39 6425…6555  | EB 167 081–211  | Wegmann, O&K; 1939–1941               |
| 1941    |            |                             | ET 167 212–283  | Dessau; 1943–1944                     |
| 1941    |            |                             | EB 167 212–283* | Wegmann; 1943                         |

Legende: – = in der Reihenfolge nummeriert, … = nicht in der Reihenfolge nummeriert, * = unvollständig
In den 1950er Jahren unterzog die Deutsche Reichsbahn die Wagen dieser Baureihe einer Generalreparatur. Ab 1962 begann im Reichsbahnausbesserungswerk Berlin-Schöneweide eine „Rekonstruktion“ der gesamten Inneneinrichtung, bei der vor allem kunststoffbezogene Pressspanplatten (Sprelacart) als Wandverkleidung sowie blau/graue Kunstlederpolstersitze eingebaut wurden. Bei der Einführung der EDV-Nummern 1970 änderte sich die Stammnummer in 277 und zusätzlich die Ordnungsnummern. Triebwagen erhielten ungerade, die Beiwagen gerade Nummern, in der Regel innerhalb eines Viertelzuges die jeweils nächsthöhere. Ab 1973 unterzog die DR die meisten Züge einer umfassenden Modernisierung („Mod-Programm“). Sie erhielten neue Drehgestelle mit H-förmigen Rahmen, die denen der späteren Baureihe 485/885 weitgehend entsprachen, neue zweiteilige Frontscheiben, feststehende Fenster mit Klappe (Lüftungsklappe) und eine neue elektrische Ausrüstung mit einer einheitlichen Bordnetzspannung von 110 Volt und, sofern noch nicht vorhanden, eine neue Inneneinrichtung.
In das Modernisierungsprogramm bezog die DR auch die Wagen der Baureihe 276.0 ein und integrierte sie damit in die Baureihe 277. Auch sieben Steuerviertelzüge, die teilweise aus Peenemünder Wagen entstanden waren, wurden in die Modernisierung einbezogen, dabei vollständig an die Baureihe 277 mod angepasst und mit ihr kuppelbar. Innerhalb der Baureihe 277 bildeten sie die Nummerngruppe 403/404 bis 419/420. Ende der 1980er Jahre stellte LEW Hennigsdorf wegen des Serienbaues der Reihe 270 die Drehgestelllieferungen für die Modernisierung ein, damit blieben einige Viertelzüge unmodernisiert. Unter ihnen waren auch zwei Steuerviertelzüge, die damit in der Baureihe 276.0 verblieben und später auch so ausgemustert wurden.
Mit der Einführung des gemeinsamen Nummernplanes der beiden deutschen Bahnen änderten sich die Ordnungsnummern erneut, da die Unterscheidung der Trieb- (477) sowie Steuer- und Beiwagen (877) in der Stammnummer vorgenommen wurde.
Am 2. November 2003 wurden zum letzten Mal Züge der Baureihe 477/877 im Regelbetrieb eingesetzt.

## Verbleib

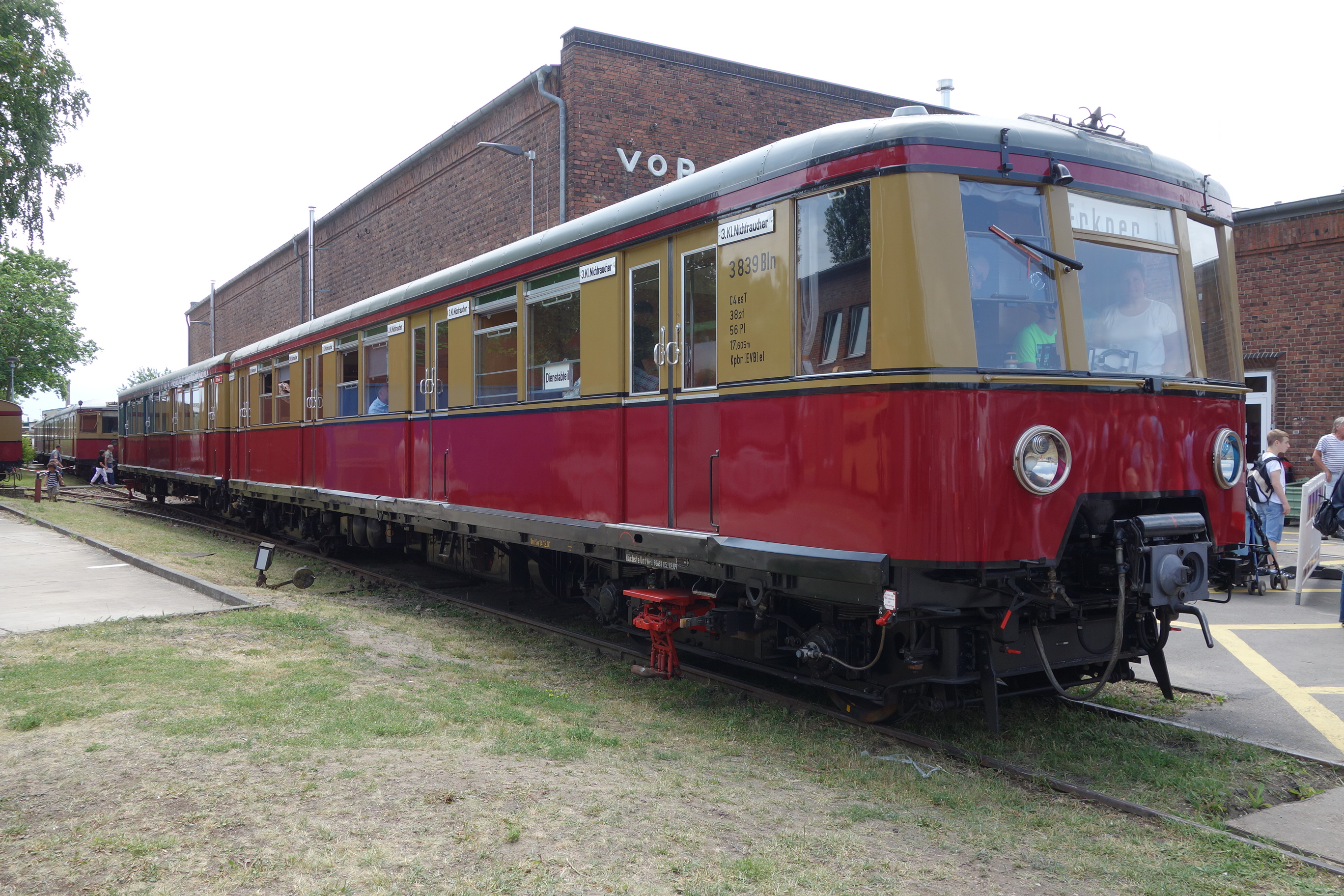
Triebzug 3839/6401 in Erkner

Die Viertelzüge 277 003/004 (als 3839/6401 in den Lieferzustand zurückgebaut), 277 087/088 (als ET/EB 167 072 in den Zustand der 60er Jahre zurückversetzt) und 477/877 602 (ex esT 4008, ex ET 167 175; ex Trw 05 [Peenemünde], ex EB 167 243, im DR-Letztzustand rollfähig aufbewahrt) sind beim Verein Historische S-Bahn erhalten. Die ersten beiden Viertelzüge wurden 2002 betriebsfähig aufgearbeitet und bis 2010 für Sonderfahrten genutzt. Seit 2013 wurden sie durch den Verein restauriert und der Viertelzug 277 003/004 Ende 2023 fertiggestellt und bildete zusammen mit 475/875 605 den Weihnachtszug des Vereins im Netz der Berliner S-Bahn als eigenständiges EVU.

## Einsatz in der Sowjetunion
In der Nachkriegszeit wurde in der früheren UdSSR der elektrische Vorortverkehr ausgeweitet. Für die Linien Tallinn–Pääsküla im heutigen Estland sowie Kiew–Bojarka in der heutigen Ukraine verwendete man als Reparationsleistung die aus Deutschland abgezogene elektrische Ausrüstung und die Züge.
Die Züge wurden im Ausbesserungswerk Moskau für den Einsatz in der Sowjetunion aufgearbeitet mit der neuen Bezeichnung ЭМ167 (EM167) versehen. Radsätze und Drehgestelle wurden auf die Spurweite von 1524 mm angepasst, und es wurden auch einige andere Konstruktionsänderungen durchgeführt. Gleichfalls wurde das äußere Bild der Fahrzeuge geändert; die Berliner Farbgebung in rot-gelb wich der sowjetischen Standardfarbgebung von Elektrozügen aus der Zeit des Zweiten Weltkriegs in dunkelgrün mit einem schmalen gelben Streifen unterhalb der Fensterbrüstung; das Dach wurde hellgrau gestrichen.
Die in Tallinn und Kiew eingesetzten Züge wurden ebenso wie bei der S-Bahn Berlin mit Gleichspannung von 750 V eingesetzt. Sie erhielten Dachstromabnehmer für die in Tallinn (deutsch: Reval) und Moskau bestehenden bzw. für das in Kiew neu etablierte Vorortbahnsystem 
Für den Einsatz im Raum Moskau wurden Triebzüge auf den Betrieb mit einer Fahrleitungsspannung von 1500 V umgebaut. Dafür wurde unter Leitung der Ingenieure Д. Д. Захарченко (D. D. Sachartschenko) und И. М. Зайкин (I. M. Saikin) ein Projekt zum Umbau erarbeitet. Dabei wurden die beiden Fahrmotorgruppen eines Wagens ständig in Reihe geschaltet. Gleichfalls wurde die Größe der Anfahrwiderstände geändert; Änderungen betrafen auch die Hilfsstromanlagen der Fahrzeuge. Auf dem Dach der Triebwagen wurden (zum Teil) zwei Stromabnehmer installiert. Die so umgebauten Fahrzeuge wurden auf dem Abschnitt Moskau–Domodedowo, der 1946 mit 1,5 kV Gleichspannung elektrifiziert wurde, betrieben.
1952 wurde die Strecke Kiew–Bojarka nach Wassilkowo verlängert. Die dafür benötigten zusätzlichen Fahrzeuge kamen von der Strecke Moskau–Domodedowo. 1955 wurden die bisher mit 750 V betriebenen Strecken im Raum Kiew auf 1500 V umgestellt. Die damit nicht mehr einsetzbaren S-Bahn-Wagen kamen teilweise nach Estland auf die Strecke Tallinn–Pääsküla; nur acht Viertelzüge wurden im Zuge eines Kompensationsgeschäfts gegen neue Weitstrecken-Reisezugwagen aus der DDR zur S-Bahn Berlin zurückgegeben. Eine weitere Rückgabe scheiterte nach ausgiebiger Besichtigung im März 1960 am mangelnden Verkehrsbedarf in Berlin nach dem Mauerbau 1961 sowie an überzogenen Forderungen der Sowjetunion.
Insgesamt wurden die Züge der Reihe ЭМ167 (EM167) im Raum  Kiew bis ca. 1955 und Tallinn bis 1958 eingesetzt.

## Technik

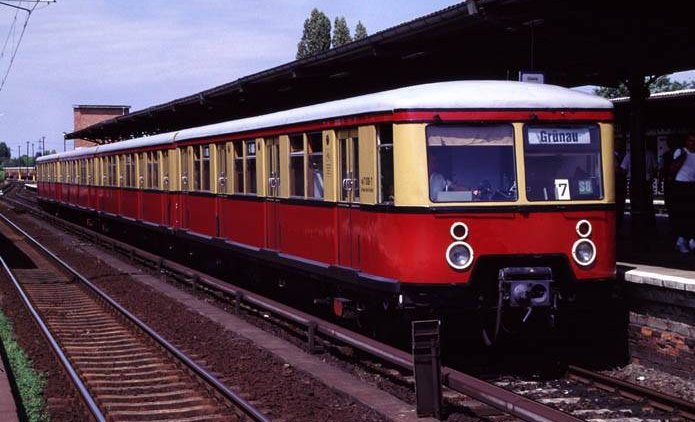
Der Großteil der ehemaligen 167er wurde in den 1960er und 1970er Jahren umfassend modernisiert

In wagenbaulicher Hinsicht knüpft die Baureihe ET/EB 167 an die vorangegangene Lieferung der Olympia- und Serien-Bankierzüge (Bauarten 1935 und 1935a, ab 1941 Baureihen ET/EB 166 und ET/EB 125) an.
Das betrifft sowohl den grundsätzlichen Aufbau der Wagenkästen (schwerer Rahmen mit aufgebautem Wagenkasten) als auch die Innenraumgestaltung: der Triebwagen mit einem Dienstabteil und dem Großraumabteil 3. Klasse Nichtraucher, der Beiwagen in der Mitte durch eine Trennwand geteilt in die Abteile 3. Klasse Raucher und 2. Klasse Raucher oder Nichtraucher (je nach Wagen, die genaue Aufteilung nach Wagennummern ist bis heute unbekannt). Die Züge besaßen wie ihre Vorgängerbauarten eine Sauglüftungsanlage, die Decke war nun weniger kassettiert.
Das Schema der Farbgebung (hier alte Bezeichnung) wurde weitgehend übernommen:
- Fensterbereich der 2. Klasse = blaugrün bzw. stadtbahnblaugrün (RAL 6004),
- Fensterbereich der 3. Klasse = grünbraun bzw. stadtbahngelb (RAL 8000),
- unterhalb des Mittelgurtbandes sowie oberhalb der Fenster bis zur Dachkante = purpurrot (RAL 3004); Änderung gegenüber älteren Bauarten,
- das Mittelgurtband bis einschließlich Oberkante der Fensterbretter = schwarz (RAL 9005); auf diesem Bereich brachte man einen Zierstreifen in stadtbahngelb zur Kennzeichnung für 80 km/h an,
- die Obergurtbänder zur Begrenzung des roten Streifens = schwarz (RAL 9005),
- Unterbau des Wagenkastens, Drehgestelle und Schrammborde = schwarz

Die bei den Vorgängerbauarten vorhandenen Führerstandstüren an der in Fahrtrichtung linken Seite wurden nicht mehr vorgesehen.
In technischer Hinsicht flossen viele Weiterentwicklungen in die Konstruktion ein. Hier sind besonders hervorzuheben:
- Die vollautomatische Scharfenbergkupplung konnte nun mittels Kontaktleiste über der Kupplung („Klavier“) die elektrischen Steuerleitungen mitkuppeln. Entkuppeln konnte das Personal vom Führerstand aus.
- Die elektrische Steuerung der pneumatischen Bremse (elektropneumatische Bremse) war nun nicht mehr wie bei den Vorgängerbauarten abhängig von der Stromschienenspannung. Fiel bei diesen die Fahrspannung (z. B. auch in Stromschienenlücken) aus, so konnte die elektropneumatische Bremse nicht mehr betätigt werden, also weder gebremst noch gelöst werden. Bei der Baureihe ET/EB 167 wurde nun die elektrisch gesteuerte pneumatische Bremse unterbrechungsfrei durch das von der Fahrzeugbatterie gepufferte Bordnetz mit 48 Volt versorgt und war somit keinerlei Einschränkungen mehr unterworfen.
- Einbau eines rein elektromotorischen Schaltwerkes, welches geräuscharm lief, keine Druckluftversorgung mehr benötigte und weniger Wartungskosten verursachte.

Die Baureihe ET/EB 167 stellt den Abschluss der konventionellen Bauart Berliner S-Bahnzüge dar, die erst mit den geplanten Leichtstahlzügen der Baureihe ET/EB 151 vollständig überarbeitet werden sollte (angelehnt an die Hamburger S-Bahn-Baureihe ET/EM 171). Aufgrund der Auswirkungen des Zweiten Weltkrieges unterblieb das.